# Polyancistrus
Polyancistrus is een geslacht van rechtvleugeligen uit de familie sabelsprinkhanen (Tettigoniidae). De wetenschappelijke naam van dit geslacht is voor het eerst geldig gepubliceerd in 1831 door Serville.

## Soorten
Het geslacht Polyancistrus omvat de volgende soorten:
- Polyancistrus abbotti Rehn, 1936
- Polyancistrus atlas Rehn, 1936
- Polyancistrus darlingtoni Rehn, 1936
- Polyancistrus gerulus Rehn, 1936
- Polyancistrus loripes Rehn, 1936
- Polyancistrus serrulatus Beauvois, 1805